# Colin Chapman
Anthony Colin Bruce Chapman (Richmond, Surrey grófság, Egyesült Királyság, 1928. május 19. – 1982. december 16.) angol versenyautó-konstruktőr.
1952-ben megalapította a Lotus Engineering Ltd.-t, a Lotus sportautómárkát, amely ma is működik. 1954-ben ebből vált ki a Team Lotus, amely különböző motorsportágakban vett részt, köztük a Formula–1-ben, a Le Mans-i 24 órás autóversenyen az Indianapolisi 500 mérföldes versenyeken is. Az 1968-as Series 3 Lotus Seven továbbfejlesztett változatát, a Caterham 7-t a Caterham Cars gyártja majd, előreláthatólag 2011-től.
Chapman építészetet tanult a Londoni Egyetemen, végül repüléstechnikát a University Air Squadron-on.
Több újításával forradalmasította a versenyautók építését. Legfontosabb találmánya a Monocoque-karosszéria az 1960-as években, az ék alakú karosszéria az 1970-es évek elején, a wing carok az 1970-es évek vége felé, a ikerkasztnis Lotus 88 és az aktív felfüggesztés.
Csapata hét alkalommal lett konstruktőri világbajnok a Formula–1-ben. 1982. december 16-án, 54 évesen halt meg szívrohamban.

## Teljes Formula–1-es eredménysorozata
(Táblázat értelmezése)

(Félkövér: pole-pozícióból indult; dőlt: leggyorsabb kört futott) 

| Év   | Csapat                   | Kaszni  | Motor              | 1   | 2   | 3   | 4   | 5      | 6   | 7   | 8   | Helyezés | Pont |
| ---- | ------------------------ | ------- | ------------------ | --- | --- | --- | --- | ------ | --- | --- | --- | -------- | ---- |
| 1956 | Vandervell Products Ltd. | Vanwall | Vanwall Straight-4 | ARG | MON | 500 | BEL | FRA NI | GBR | GER | ITA | -        | 0    |